# Верхопуйский
Верхопуйский — посёлок в Вельском районе Архангельской области. Входит в состав Тёгринского сельского поселения.

## География
Посёлок расположен в южной части области на расстоянии примерно в 70 километрах по прямой к северо-западу от районного центра Вельска.
Часовой пояс
Посёлок Верхопуйский как и вся Архангельская область, находится в часовой зоне МСК (московское время). Смещение применяемого времени относительно UTC составляет +3:00.

## Население
| 2002 | 2010 | 2012 | 2014 |
| ---- | ---- | ---- | ---- |
| 470  | ↘281 | ↗394 | →394 |

Национальный состав
Согласно результатам переписи 2002 года, в национальной структуре населения русские составляли 92 % из 472 чел..